# Saint Bernard (Philippines)
Pour les articles homonymes, voir Saint Bernard.
Saint Bernard est une municipalité des Philippines située dans la province de Leyte du Sud. Elle a été créée en 1954.

## Histoire
Saint Bernard faisait à l'origine partie de la municipalité de San Juan, dont elle a été séparée le 9 décembre 1954 par un décret du président Ramon Magsaysay.
Le 17 février 2006, la municipalité a été frappée par une série de glissements de terrain qui ont complètement détruit le village de Guinsaugon, faisant plus de 1100 victimes.

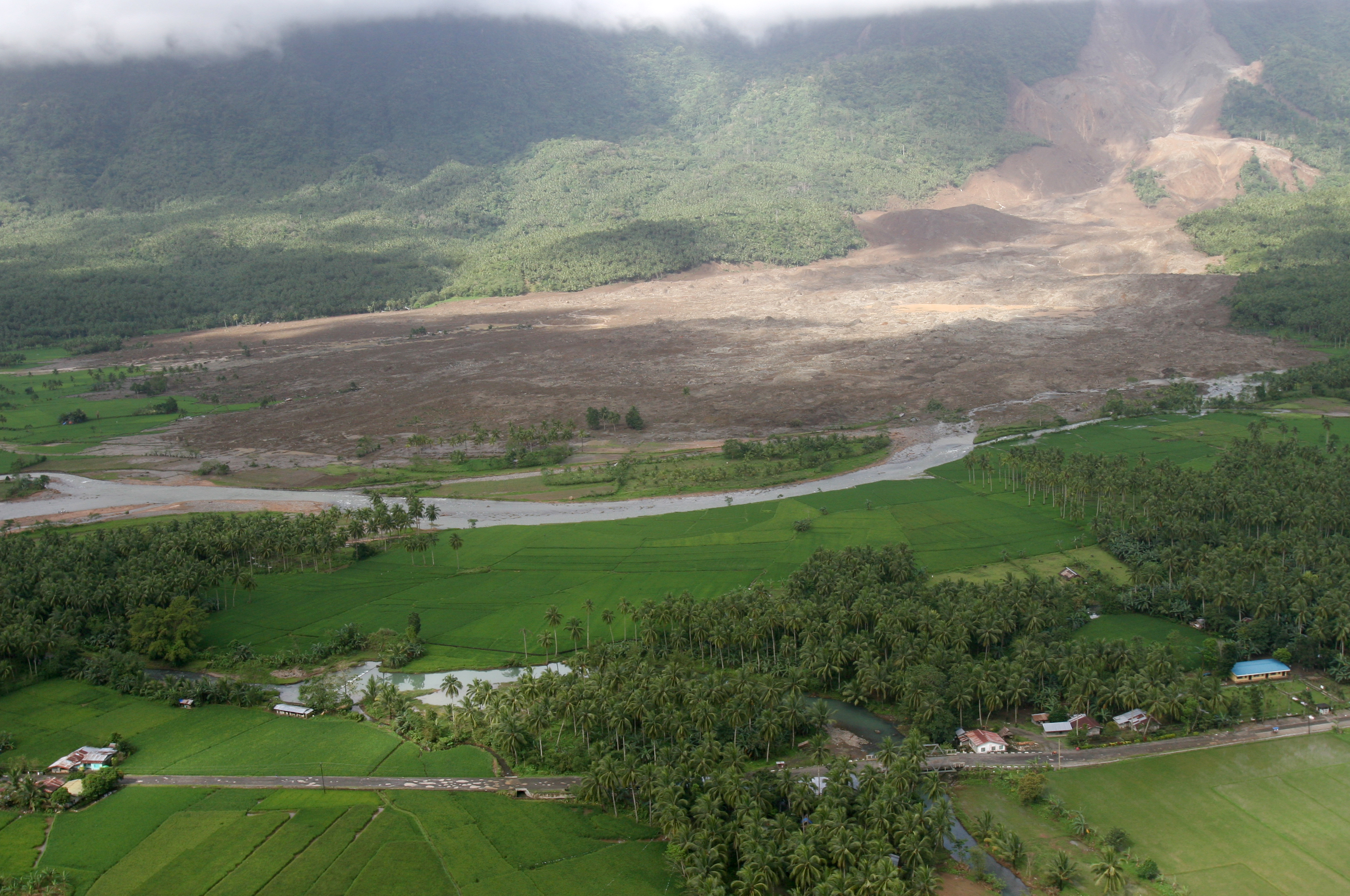
Vue de l'extrémité du glissement de terrain.

## Subdivisions
Saint Bernard est divisée en 30 barangays (districts) :
- Atuyan
- Ayahag
- Bantawon
- Bolodbolod
- Nueva Esperanza (Cabac-an)
- Cabagawan
- Carnaga
- Catmon
- Guinsaugon
- Himatagon (Pob.)
- Himbangan
- Himos-onan
- Hindag-an
- Kauswagan
- Panglao
- Libas
- Lipanto
- Magatas
- Magbagacay
- Mahayag
- Mahayahay
- Malibago
- Malinao
- Panian
- San Isidro
- Santa Cruz
- Sug-angon
- Tabon-tabon
- Tambis I
- Tambis II
- Hinabian